# 大芝公園交通ランド
大芝公園交通ランド（おおしばこうえんこうつうらんど）は、広島県広島市西区大芝公園にある交通安全教育を目的とした施設（交通公園）である。2021年に広島市が広島トヨペットと命名権の契約を結び施設名は「広島トヨペット交通公園」となった。

## 概要
1968年（昭和43年）県の明治100年記念事業の1つとして大芝自動車試験場という自動車教習所の跡地に「県立広島交通公園」として建設された。
園内に、信号などが設置された道があり、一周約500ｍの道をゴーカートで回ることができる。

## 交通
広島バスセンターまたは、JR西日本山陽本線横川駅から広電バス・広島バス・広島交通バス、可部・勝木・大林方面乗車、「大芝町」バス停下車、徒歩約5分。